# 平空襲
平空襲（たいらくうしゅう）は、現在の福島県いわき市平地区にあたる旧・平市を襲った空襲の総称である。

## 概要
1回目の空襲は1945年（昭和20年）3月10日、東京大空襲帰りのB-29から焼夷弾が落とされ、平市街の材木町、鍛治町、研町、紺屋町、梅本一帯が焼かれた。死者12名。家屋500戸以上が炎上。
2回目の空襲は1945年（昭和20年）7月26日、平第一国民学校（現・平第一小学校）に5トン爆弾（パンプキン爆弾）が落とされ、お城山一帯が破壊された。死者教員3名。家屋1500戸以上が破壊。
3回目の空襲は1945年（昭和20年）7月28日。